# Cake Boss
Cake Boss : le pâtissier de l'impossible ou Le Boss de Gâteaux au Québec (Cake Boss) est une émission de télé-réalité américaine diffusée depuis le 19 avril 2009 sur la chaîne câblée TLC.
En France, les trois premières saisons ont été diffusées dès le 4 septembre 2012 sur Vivolta puis la quatrième saison depuis le 14 janvier 2016 sur NT1 . Au Québec, elle diffusée sur Zeste.

## Concept
L'émission tourne autour de la réalisation de gâteaux à thème visuellement spectaculaires, de leur préparation à leur livraison. L'action se situe à la pâtisserie Carlo's Bakery, dans la ville américaine de Hoboken, dans l'État du New Jersey. 
Au cours de chaque épisode, le patron de celle-ci, Bartolo Valastro, dit « Buddy », confectionne, avec l'aide de son équipe, des gâteaux et des pâtisseries pour des événements spéciaux. L'équipe est majoritairement composée de la famille Valastro, et au fur et à mesure des épisodes nous apprenons davantage sur un membre de l'équipe.
L'établissement où se déroule le tournage étant une réelle pâtisserie commerçante, le lieu est devenu, du fait de la popularité de l'émission, une attraction touristique de la commune de Hoboken. Une de ses rues a été rebaptisée du nom de la pâtisserie.

## Déroulement des épisodes
Le lieu de tournage est la pâtisserie Carlo's Bakery. Chaque épisode commence avec en voix-off, Buddy qui résume en deux ou trois phrases ce qui va se passer durant l'épisode, vidéos à l'appui. Ponctué de commandes express, d'erreurs de confection, de chutes de gâteaux, de disputes entre frères et sœurs, etc., dans chaque épisode Buddy et son équipe montrent comment ils réalisent des gâteaux à thème et des pâtisseries italiennes.

## Participants
L'équipe est composée à une grande majorité de la famille Valastro, dont :
- Bartolo Valastro, dit Buddy : C'est lui qui est aux commandes. Il travaille en tant que pâtissier depuis l'âge de 17 ans. À l'époque, il était aux côtés de feu son père Bartolo Sr. Sa mère, Mary Valastro, participe épisodiquement à l'émission. Il est marié à Elisabetta Valastro (née Belgiovine) avec qui il a quatre enfants : Sofia, Bartolo III, Marco et Carlo.
- Mauro Castano : Il est le chef-pâtissier et bras-droit de Buddy. Il est marié à Maddalena, l'une des sœurs de Buddy. Ils ont trois enfants : Dominique, Buddy et Mary.
- Danny Dragone : C'est un employé polyvalent de la pâtisserie. Il y travaille depuis près de 35 ans. Il est marié, et a une fille nommée Tatiana.
- Frank Amato Jr., dit Frankie : C'est un décorateur de gâteaux. C'est un cousin de Buddy ; il est également le parrain de Marco, le fils de Buddy. Il est marié avec deux enfants.
- Joseph Faugno, dit Joey : Il est à la tête du magasin, c'est-à-dire la partie commerçante de l'établissement. Il est marié à Grace, une des autres sœurs de Buddy. Ils ont deux enfants : Robert et Bartolina.
- Mary Sciarrone (née Valastro) : C'est la sœur de Buddy. Elle travaille en tant que vendeuse et s'occupe de l'assortiment des pâtisseries. Elle est mariée et a deux enfants.
- Lisa Valastro : C'est la plus jeune sœur de Buddy. Elle a été mariée à Remy. Elle a trois enfants (deux d'un précédent mariage et un avec Remy).
- Anthony Bellifemine : Il a tout d'abord débuté en tant que livreur en temps-partiel (30 heures par semaine), puis est devenu pâtissier. C'est le cousin d'Elisabetta, la femme de Buddy.
- Maurizio Belgiovine : Livreur. Il est le beau-frère de Buddy.
- Ralph Attanasia III, dit Raphie Boy : Il sculpte des figurines pour les gâteaux à thème.
- Dana Herbert : Il est devenu stagiaire chez Buddy après avoir gagné la saison 1 de Next Great Baker.
- Marissa Lopez : Elle est devenue stagiaire chez Buddy après avoir gagné la saison 2 de Next Great Baker.

## Retombées médiatiques et audiences

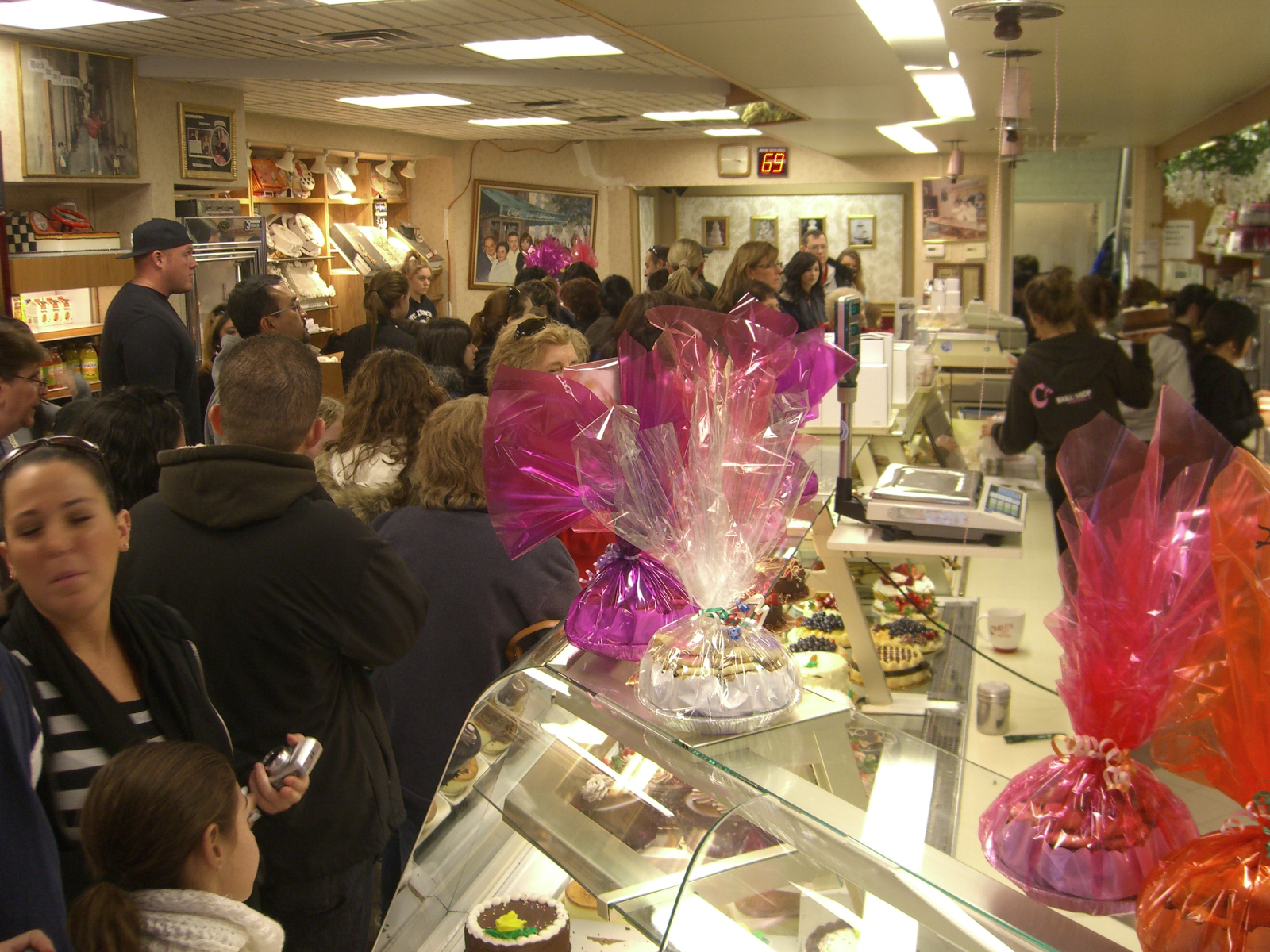
L'intérieur du magasin. Pendant les vacances.

La première et deuxième saisons de Cake Boss ont, respectivement, été regardées par 2 300 000 et 1 800 000 téléspectateurs.
Le succès de la série a donné lieu à un emballement des ventes de la pâtisserie. Les touristes ont été de plus en plus nombreux à venir visiter le quartier de Hoboken dans le New Jersey. Il peut même arriver que la file d'attente atteigne le coin de la rue et se poursuive sur la rue suivante. En 2010, à l'occasion du centenaire de l'établissement, le quartier d'Hoboken décide de renommer l'intersection entre Washington Street et Newark Street Carlo's Bakery Way (i.e. L'avenue de la pâtisserie de Carlo).